# Mariä-Entschlafens-Kirche (Irig)

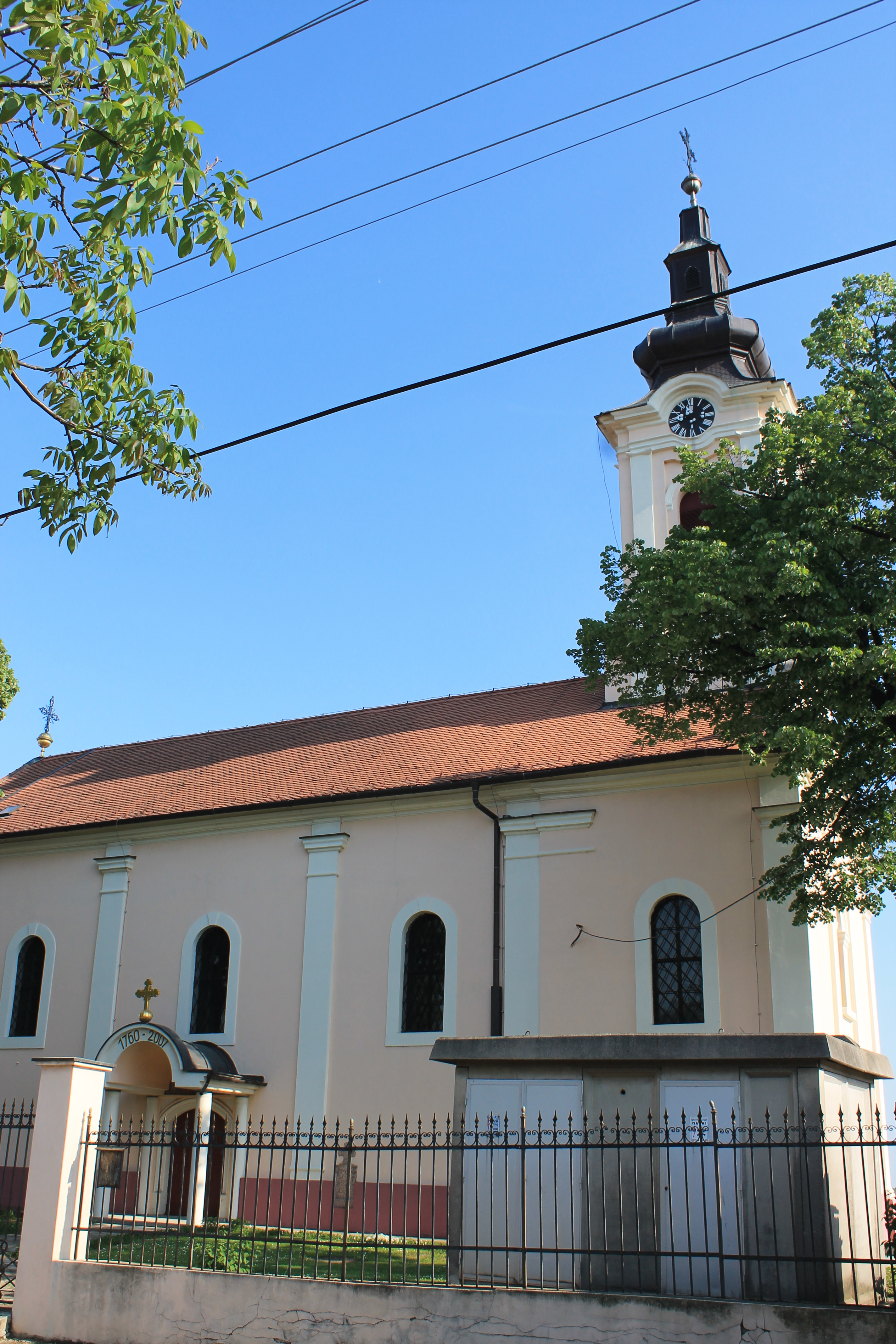
Südfassade der Mariä-Entschlafens-Kirche in Irig

Die Mariä-Entschlafens-Kirche (serbisch: Црква Успења Пресвете Богородице, Crkva Uspenja Presvete Bogorodice), auch kurz Uspenska crkva genannt, in der Kleinstadt Irig, ist eine serbisch-orthodoxe Kirche in der nordserbischen autonomen Provinz Vojvodina.
Das von 1757 bis 1760 erbaute Kirchengebäude ist mit dem Patrozinium der Entschlafung der Allerheiligsten Gottesmutter Maria versehen und ist die Pfarrkirche der Pfarrei II zu Irig  im Dekanat Podunavsko, der Eparchie Srem der Serbisch-Orthodoxen Kirche.
Als unbewegliches Kulturgut besitzt die Kirche den Status eines Kulturdenkmals von großer Bedeutung und steht unter staatlichem Schutz.

## Lage

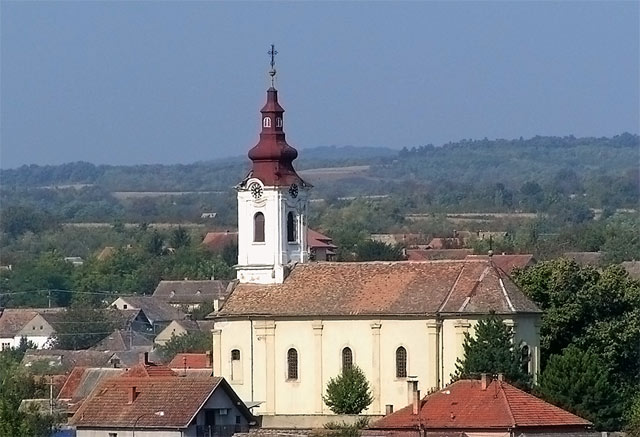
Südseite der Kirche mit Umgebung (vor der letzten Restauration)

Die Kleinstadt Irig liegt in der Landschaft des Srem und an den südlichen Ausläufern der Fruška Gora. 
Im Ort stehen drei serbisch-orthodoxe Kirchen. Die Mariä-Entschlafens-Kirche, die Kirche Hl. Großmärtyrer Theodor Tiro und die Kirche der Überführung der Reliquien des Hl. Nikolaus. Auch steht in Irig die römisch-katholische Allerheiligenkirche.
Das Kirchengebäude steht auf einer kleinen Anhöhe im südlichen Stadtzentrum, westlich der Straße, Ulica Vojvode Putnika, die einen Teilabschnitt der Hauptverkehrsstraße, der Stadt bildet. Bei der Kirche mündet die Straße Ulica Nikole Tesle in die Hauptverkehrsstraße. Die genaue Adresse der Kirche lautet Ulica Vojvode Putnika Nr. 32. Unweit westlich der Kirche fließt der Bach Budakovački Potok durch das südwestliche Stadtgebiet. 
Im umzäunten Kirchhof, mit einem Eingangsportal mit großen und kleinen Tor an der Nordseite, stehen neben der Kirche, ein Denkmal (östlich der Kirche), der Kirchbrunnen, Sitzbänke und Bäume.

## Geschichte
1756, als Irig zum Herrschaftsgebiet der Habsburgermonarchie gehörte, beantragten die Einwohner der Stadt, den Bau einer dritten serbisch-orthodoxen Kirche in ihrer Stadt. Der Landkreis lehnte mit der Begründung ab, eine weitere Kirche sei nicht nötig. Der damalige Metropolit der Metropolie Karlovci, Pavle, intervenierte daraufhin bei Kaiserin Maria Theresia, woraufhin diese im Sommer 1757 die Erlaubnis zum Bau der Kirche, gab. Das Gotteshaus wurde von 1757 bis 1760 erbaut. Der Bau der Mariä-Entschlafens-Kirche zeugt eindrucksvoll von der wirtschaftlichen Stärke Irigs Mitte des 18. Jahrhunderts.
Die Kirche wurde im sozialistischen Jugoslawien am 31. Dezember 1954 zum Kulturdenkmal erklärt. Am 30. Dezember 1991 erfolgte die Kategorisierung der Kirche und das Kirchengebäude wurde zu einem Kulturdenkmal von großer Bedeutung erklärt.
2007 wurde die letzte große Restaurierung der Kirche beendet. Am 24. August 2024, hielt der Bischof der Eparchie Srem, Vasilije, die Heilige Hierarchische Liturgie, in der Kirche.

## Architektur

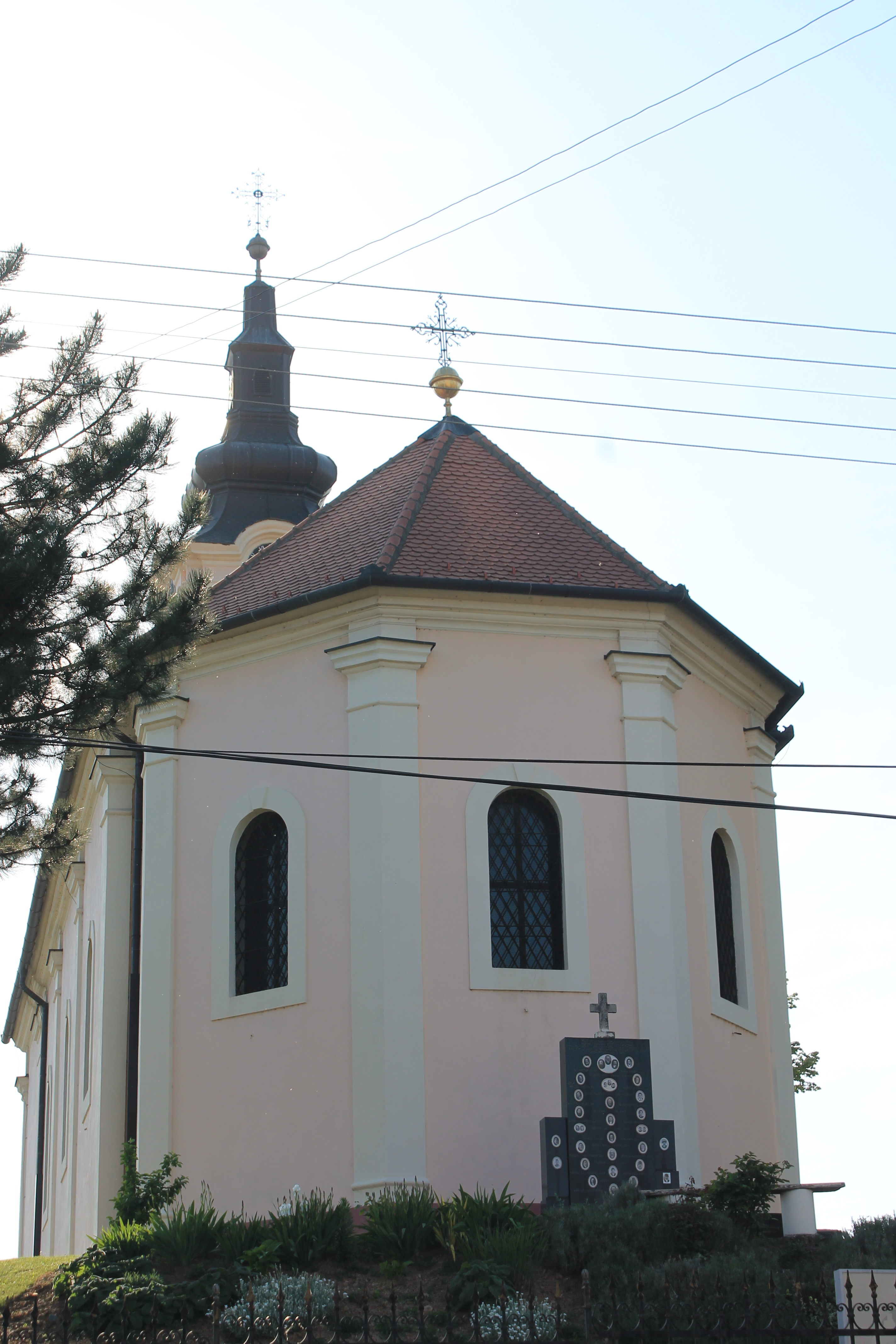
Ostseite der Kirche

Das halbkreisförmig gewölbte und einschiffige Kirchengebäude mit einem rechteckigen Grundriss ist in seiner Grundkonzeption, in der typischen Manier des Serbischen Barock erbaut worden, mit einer erweiternden von Außen fünfseitigen und im Inneren halbrunden Altar-Apsis im Osten und einem Narthex mitsamt einem aus der Westfassade sich erhebenden hohen barocken Kirchturm, den eine mehrgeschossige Zwiebelturmkappe krönt, im Westen.
Die Fassaden sind einfach gegliedert: horizontal durch einen niedrigen Sockel und ein profiliertes Dachgesims, vertikal durch eine Pilasterreihe mit einfachen Kapitellen. An der Nord- und Südfassade befinden sich jeweils vier Bogenfenster. An der Ostseite im Bereich der Apsis befinden sich drei weitere Bogenfenster.
Der Haupteingang der Kirche befindet sich an der Westfassade; auch gibt es einen Nebeneingang an der Nordseite der Kirche. Der Haupteingang an der Westseite verfügt über eine Nische mit der Patronats-Freske des Mariä-Entschlafen. An der Nordseite wurde ebenfalls über dem angebauten, von vier Säulen gestützten, Eingangsportal, eine Freske, in byzantinischem Malstil, die das Mariä-Entschlafen darstellt, gemalt. Das Eingangsportal wird von einem großen Kreuz gekrönt und auf der westlichen Portalseite sind die Jahreszahlen 1760 und 2007 verewigt. 
Die Kirche besitzt zwei Kirchenkreuze, eines auf der Spitze des Kirchturmes und das andere am Ostende des Naos. Im oberen Geschoss des Kirchturms befindet sich zu jeder Seite des Kirchturms eine Uhr mit Mechanismus.

### Ikonostase
Die Konstruktion der prächtigen, reich verzierten, hohen, mehrstöckigen und mehrtürigen Ikonostase ist mit Holzschnitzereien verziert, die charakteristische Formen des Barock und Rokoko aufweisen. Die Ikonen wurden übermalt, es ist jedoch deutlich erkennbar, dass die Ikonen, nicht gleichzeitig gemalt wurden. Die älteren Ikonen stammen aus der Mitte der siebziger Jahre des 18. Jahrhunderts. 
Die vier Thronikonen gehören nicht zum selben stilistischen Ganzen und entstanden im Jahr 1781, im selben Jahr wie die Gottesmutterikone auf dem Gottesmutterthron. Wegen der Ähnlichkeit mit den Ikonen der Ikonostase des Klosters Hopovo werden diese Ikonen auf einen unbekannten Meister zurückgeführt, der sich an der Malweise des bekannten Malers, Teodor Kračun, orientierte.

### Fresken
Der berühmte Maler, Georgije Bakalović, schloss 1827 mit der Kirchengemeinde einen Vertrag, über das Streichen, das Bemalen mit Wandmalereien, sowie das Ausschmücken der Kirchenwände mit marmorimitierenden Verkleidungen des Kircheninneren, ab. Im Jahre 1863 erfolgte die Erneuerung der Wandmalereien durch den Maler, Jovan Klajić. Der Vertrag der Kirchengemeinde mit Jovan Klajić aus dem Jahr 1863 ist erhalten geblieben.
Die endgültige Fassung der Wandmalerei entstand in den Jahren 1930 bis 1932, als die Fresken vollständig neu gemalt wurden, und zwar gemäß der alten Anordnung der Szenen, mit Ausnahme einiger Änderungen und hinzugefügter Kompositionen aus dem Leben des Hl. Sava von Serbien.
Im Kircheninnenraum befinden sich zudem der Gottesmutter- und Bischofsthron, Kronleuchter, reich dekoriertes Chorgestühl und Wandikonen. Die Kirche verfügt über keinen einen Chorbalkon im westlichen Kirchenschiff.